# História dos iorubás
A história documentada dos iorubás começa com o Império de Oió, que se tornou dominante no início do século XVII. Tradições mais antigas do ex-dominante Reino de Ifé são escassos e pouco fiáveis.

## Antes de Oió
Os povos que viveram na Iorubalândia, pelo menos, por volta do século VII a.C., não foram inicialmente conhecido como iorubá, embora eles compartilhavam um grupo de etnia e língua comum. O iorubá histórico se desenvolveu no local, fora de anteriores populações (Mesolítica) Volta-Níger, pelo primeiro milênio a.C.
A história oral registrada sobre o Império de Oió deriva do iorubá como um grupo étnico da população do reino mais velho de Ilê-Ifé (ver também mitologia iorubá). Arqueologicamente, o povoado de Ifé pode ser datado do século IV a.C., com estruturas urbanas aparecendo no século XII (a fase urbana de Ifé antes da ascensão de Oió, ca. 1100-1600, às vezes é descrito como uma "Idade de Ouro" de Ifé).

## Império de Oió
Ifé foi superado pelo Império de Oió com o exército iorubá dominante e de poder político entre 1600 e 1800. O vizinho Império do Benim também foi uma força poderosa entre 1300 e 1850 CE.
A maioria das cidades-estados foram controlados por obás, eleito monarcas sacerdotais, e conselhos composta de oloiês, líderes reconhecidos do real, nobre e, muitas vezes, até mesmo a origem comum, que se juntaram a eles em governar sobre os reinos através de uma série de alianças e cultos . Diferentes estados viram rácios diferentes de poder entre a realeza e do conselho dos chefes. Alguns, como de Oió, teve poderosos monarcas autocráticos com o controle quase total, enquanto que em outros, como a cidade-estado Ijebu, os conselhos senatoriais foram supremos e o Obá serviu como uma espécie de figura decorativa.
Em qualquer dos casos, no entanto, os monarcas iorubás estavam sujeitos à aprovação contínua dos seus como constituintes uma questão de política, e poderia facilmente ser obrigado a abdicar por demonstrar tendências ditatoriais ou incompetência. A ordem para desocupar o trono foi geralmente comunicada através de uma arocô (aroko) ou mensagem simbólica, que normalmente assume a forma de ovos de papagaios entregues em uma tigela de cabaça coberta, pelos senadores.

## História moderna

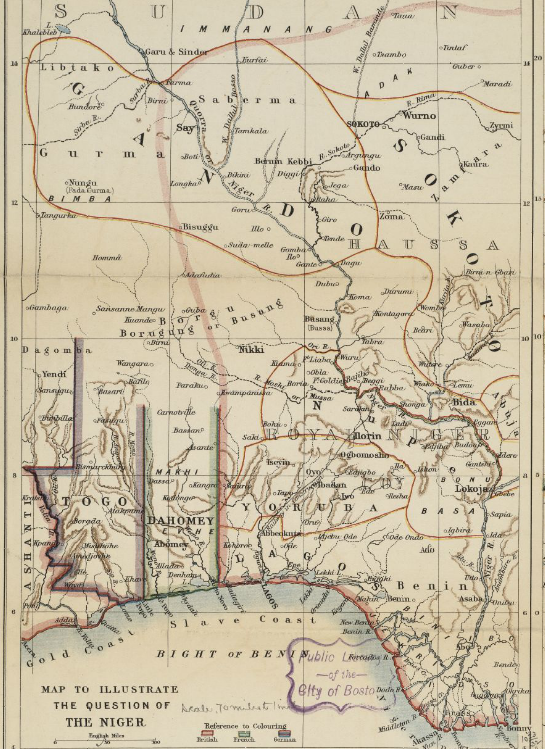
Mapa dos iorubás, África Ocidental (Nigéria), 1898

O iorubá eventualmente estabeleceu uma federação de cidades-estados sob a ascendência política da cidade-estado de Oió, localizado na periferia do norte da Iorubalândia nas planícies de savana entre as florestas do presente sudoeste da Nigéria e o rio Níger.
Seguindo um jiade liderado por Usmã dã Fodio e uma rápida consolidação da cidade-estado hauçá do norte da Nigéria contemporânea, os fulas do Califado de Socoto invadiu e anexou a memória intermédia Reino Nupé. Em seguida, começou a avançar para o sul em terras Oió. Pouco depois, seus exércitos invadiram a capital militar iorubá de Ilorim, e em seguida, saquearam e destruíram Oió-Ilê, a sede real do Império de Oió.
Após isso, Oió-Ilê foi abandonada, e os Oiós recuaram para o sul para a atual cidade de Oió (conhecido anteriormente como "Ago d'Oió", ou "Oió Atibá") em uma região de floresta, onde a cavalaria de Socoto foi menos eficaz. As tentativas do Califado de Socoto para expandir para o sul foram verificadas pelos iorubás que se reuniram em defesa sob a liderança militar do clã ascendente Ibadan, que passou doo velho Império de Oió, e das cidades-estados Ijebu.
No entanto, a hegemonia de Oió tinha sido um golpe mortal. As outras cidades-estados iorubás conseguiram se libertar do domínio de Oió, e, posteriormente, tornou-se envolvido em uma série de lutas internas que logo se metamorfoseou em uma escala completa de guerra civil. Estes acontecimentos enfraqueceram os iorubás do sul em sua resistência ao colonial britânico e invasões militares. Maria Lugones observa que entre os povos iorubás não havia o conceito de gênero e nenhum sistema de gênero em tudo antes do colonialismo. Ela argumenta que as potências coloniais usou um sistema de gênero como instrumento de dominação e fundamentalmente mudar as relações sociais entre os indígenas. Em 1960, a maioria da Iorubalândia estava incorporada na República Federal da Nigéria. Os registros históricos dos iorubás, que se tornaram mais acessíveis, no século XIX, com a chegada mais permanente dos europeus, contam das invasões Jihad pesadas pelos guerreiros montados fulas do norte bem como de guerra intercidades endêmicas iorubás entre si. A evidência arqueológica da grandeza de sua civilização antiga na forma de, entre outras coisas, impressionantes realizações arquitetônicas como Eredô de Sunbô que são centenários, no entanto são abundantes.